# Francesc Ruiz i Valbuena
Francesc Ruiz i Valbuena, conegut futbolísticament com a Rodri, (Reus, 3 de desembre de 1971) és un futbolista català que ocupa la posició de porter.

## Trajectòria
Començà la seva trajectòria al Reus Deportiu a la categoria territorial preferent el 1992, d'on passà al CD Tortosa la temporada següent a Tercera Divisió i a la UE Figueres a Segona B entre 1994 i 1997. També a Segona B jugà al CP Almería i al Reial Múrcia. L'any 2001 fou cedit a la UE Figueres, i el 2001 tornà al Múrcia a Segona A i la temporadada següent a la SD Eibar, també a Segona A. Abans de finalitzar la temporada retornà al seu primer club, el Reus Deportiu a Segona B. El 2003-2004 jugà al CF Badalona, allargant la seva trajectòria a equips més modestos. Des del 2012 ocupa els tres pals del CF Vila-seca, a la Segona Catalana (G.6).
Disputà un partit amb la selecció catalana de futbol el 1995.